# Marcel Buysse
Marcel Buysse, född den 11 november 1889 i Wontergem, död den 3 oktober 1939 i Gent, var en belgisk tävlingscyklist som hade framgångar såväl på landsväg som på bana. På landsväg märks främst segern i Flandern runt 1914 och sex etappsegrar i Tour de France 1913 (vilket gav en tredjeplats totalt), medan han på bana stod överst på prispallen i tre sexdagarslopp. 
Marcel Buysses tre yngre bröder, Lucien, Cyriel och Jules var även de tävlingscyklister, liksom hans båda söner Albert (1911–1998) och Norbert (1917–1959).

## Meriter

### Landsväg
| 1909 3:a i Kampioenschap van Vlaanderen 1910 4:a i Kampioenschap van Vlaanderen 1912 Vinnare av Groβer Sachsenpreis 4:a totalt i Tour de France 6:a i Paris–Bryssel 1913 Vinnare av etapp 3 i Belgien runt 3:a totalt i Tour de France Vinnare av etapperna 4, 7, 11, 12, 14 och 15 10:a i Paris–Tours 1914 Vinnare av Flandern runt Vinnare av etapp 1 i Belgien runt 2:a i Bordeaux–Paris | 1919 3:a totalt i Giro d'Italia 3:a i Scheldeprijs 3:a i Gran Fondo, La Seicento 3:a totalt i Roma-Trente-Trieste 4:a i linjelopp vid Belgiska mästerskapen 10:a i Milano-Torino 1920 6:a totalt i Giro d'Italia 10:a i Paris–Roubaix 1921 2:a i Kampioenschap van Vlaanderen 7:a i linjelopp vid Belgiska mästerskapen |

### Bana
| 1915/1916 3:a i Bryssels sexdagars (okt.) med Pierre Van De Velde 1919/1920 Vinnare av Bryssels sexdagars (feb.) med Alfons Spiessens 1922/1923 Vinnare av Gents sexdagars (okt./nov.) med Oscar Egg | 1923/1924 Vinnare av New Yorks sexdagars (mar.) med Maurice Brocco 1924/1925 3:a i New Yorks sexdagars (dec./jan.) med Alfons Goossens 1925/1926 3:a i Dortmunds sexdagars (mar.) med Alois Degraeve |